# Federazione calcistica dell'Armenia

Il vecchio logo

La Football Federation of Armenia (in armeno Հայաստանի ֆուտբոլի ֆեդերացիան?, Hayastani fowtboli federac'ia) è l'organo di controllo del calcio armeno. Fondata nel 1991, ha sede a Erevan e i suoi colori nazionali sono il giallo ed il blu.
La nazionale armena partecipa alle competizioni della UEFA.
Il campionato armeno di calcio, la cui prima edizione si è svolta nel 1992 ed ha visto trionfare l'Homentmen Erevan, si svolge da marzo ad ottobre e si chiama Bardsragujn chumb, mentre la serie cadetta (nella quale giocano anche seconde squadre della serie maggiore) è denominata Aradżin Chumb. La federazione organizza anche la Coppa d'Armenia (incontri generalmente a novembre ed in primavera) e la Supercoppa d'Armenia.
Nel 2010 fu inaugurato a Erevan un Centro tecnico federale, destinato a scuola calcio per tecnici e giocatori.